# سوراخانی (آق‌سو)
سوراخانی (به لاتین: Suraxanı) یک منطقه مسکونی در جمهوری آذربایجان است که در شهرستان آق‌سو واقع شده است. سوراخانی ۱۵۱ نفر جمعیت دارد.